# Holothuria zacae
Holothuria zacae is een zeekomkommer uit de familie Holothuriidae.
De wetenschappelijke naam van de soort werd in 1937 gepubliceerd door Elisabeth Deichmann.